# Karl Woermann
Karl Woermann (né le 4 juillet 1844 à Hambourg et mort le 4 février 1933 à Dresde) est un historien de l'art et directeur de musée allemand.

## Biographie
Karl Woermann est le fils aîné du marchand et armateur hambourgeois Carl Woermann et est baptisé du prénom de son père ("Carl"). Il devait reprendre l'entreprise de son père. Cependant, comme – contrairement à son frère Adolph Woermann – il ne s'intéresse pas au commerce mais à l'art et commence à publier des poèmes sous le nom de C. Woermann, son père exige qu'il change son prénom en « Karl ». L'entreprise familiale passe à Adolph ; Cependant, Carl continue à soutenir Karl dans ses intérêts. À l'âge de 16 ans, il entreprend un voyage d'études en Inde, au Japon et en Égypte.
Il étudie à l'Université de Heidelberg, à l'Université Georges-Auguste de Göttingen et à l'Université Christian-Albrecht de Kiel. En 1867, il devient un porteur de ruban de corps pour le Saxonia Kiel. En décembre de la même année il obtient son doctorat à Göttingen. Il s'établit ensuite comme avocat à Hambourg en 1868. Un voyage à travers la France, le Royaume-Uni de Grande-Bretagne et d'Irlande et l'Amérique du Nord suscite son intérêt pour l'histoire de l'art. Il abandonne la pratique du droit, étudie l'archéologie classique et l'histoire de l'art à Heidelberg en 1870 et y obtient son doctorat en juillet 1870. À l'été 1871, il s'habilite à Heidelberg et y devient un conférencier dans l'archéologie classique et l'histoire de l'art. La même année, Woermann participe également au congrès pour le règlement du différend d'Holbein à Dresde (de). En 1871 et 1872, Woermann se rend plusieurs fois en Italie, en Grèce et en Asie Mineure. En 1873, il est nommé professeur à l'Académie des beaux-arts de Düsseldorf. 1878/1879 le conduit à des voyages d'études à travers de nombreux pays européens, qu'il décrit dans un carnet de voyage. À partir de 1878, Woermann publie Die Geschichte der Malerei avec Alfred Woltmann (de). Woermann termine l'ouvrage après la mort de Woltmann et écrit la contribution sur la peinture dans l'Antiquité.
En 1882, Woermann devient directeur de la galerie de la Sächsischen Gemäldegalerie à Dresde. Ce n'est qu'en 1931 qu'ils sont séparés en la Gemäldegalerie Alte Meister et la Galerie Neue Meister. En 1896, il est également directeur de la Kupferstich-Kabinett. Dans les années qui suivent, Woermann rend divers services aux collections de Dresde, notamment en achetant des peintures de Carl Spitzweg et de Claude Monet ou, au tournant du siècle, en faisant de nombreuses acquisitions pour le Kupferstichkabinett. Pendant ce temps, Woermann publie plusieurs livres d'histoire de l'art, dont le premier catalogue scientifique de la galerie de photos en 1887. Ses travaux sur l'histoire générale de l'art sont les premiers à traiter également des œuvres des peuples primitifs. – Woermann écrit également plusieurs séries de poèmes dans sa vie. Le "vieux maître de l'histoire de l'art allemande" se retire de toutes ses fonctions en 1910, mais continue à se consacrer à l'histoire de l'art jusqu'à sa mort. Woermann est incinéré et l'urne est enterrée dans le bosquet d'urnes de Tolkewitz (de) à Dresde.

## Famille
Karl Woermann est marié à Alexandra née Krumbügel. Son fils Ernst Woermann (de) (1888–1979) est diplomate ; il est condamné à plusieurs années de prison lors du procès de la Wilhelmstrasse.

## Honneurs
L'Académie des sciences de Saxe accepte Woermann comme membre à part entière en 1917. En 1923, il reçoit un doctorat honorifique de l'Université technique de Dresde. 

## Publications
- Ueber den landschaftlichen Natursinn der Griechen und Römer. Vorstudien zu einer Archäologie der Landschaftsmalerei. Ackermann, München  1871 (Digitalisat).
- Die antiken Odysseelandschaften vom Equilinischen Hügel in Rom. München 1876.
- Die Landschaft in der Kunst der alten Völker. Eine Geschichte der Vorstufen und Anfänge der Landschaftsmalerei. München 1876.
- mit Alfred Woltmann (de) (Hrsg.): Die Geschichte der Malerei, 3 Bde. Leipzig 1878ff.
- Kunst- und Naturskizzen aus Nord- und Südeuropa. 1880.
- Zur Geschichte der Düsseldorfer Kunstakademie. Abriß ihres letzten Jahrzehnts und Denkschrift zur Einweihungsfeier des Neubaus.  Düsseldorf 1880 (Digitalisat).
- Katalog der Königlichen Gemäldegalerie. Generaldirektion der Königlichen Sammlungen für Kunst und Wissenschaft: Dresden 1887. (Mehrere weitere Auflagen in späteren Jahren)
- Was uns die Kunstgeschichte lehrt. Einige Bemerkungen über alte, neue und neueste Malerei. Dresden 1894.
- Handzeichnungen alter Meister im königlichen Kupferstichkabinett Dresden. München 1896–1898
- Geschichte der Kunst aller Zeiten und Völker, 6 Bde. Wien, Leipzig: Bibliographisches Institut 1900–1922.

Bd. 1: Die Kunst der vor- und außerchristlichen Völker (1900), (Digitalisat)

Bd. 2: Die Kunst der christlichen Völker bis zum Ende des 15. Jahrhunderts (1905) (Digitalisat).
- Lebenserinnerungen eines Achtzigjährigen, 2 Bde. Leipzig 1924.